# Encores
Encores EP – koncertowy minialbum zespołu Dire Straits, wydany wkrótce po albumie On the Night (1993).

## Lista utworów
1. "Your Latest Trick" (live) – 5:41
2. "The Bug" (live) – 5:24
3. "Solid Rock" (live) – 5:20
4. "Local Hero (Wild Theme)" – 4:19

Wszystkie utwory są autorstwa Marka Knopflera.